# HERO dróncsalád

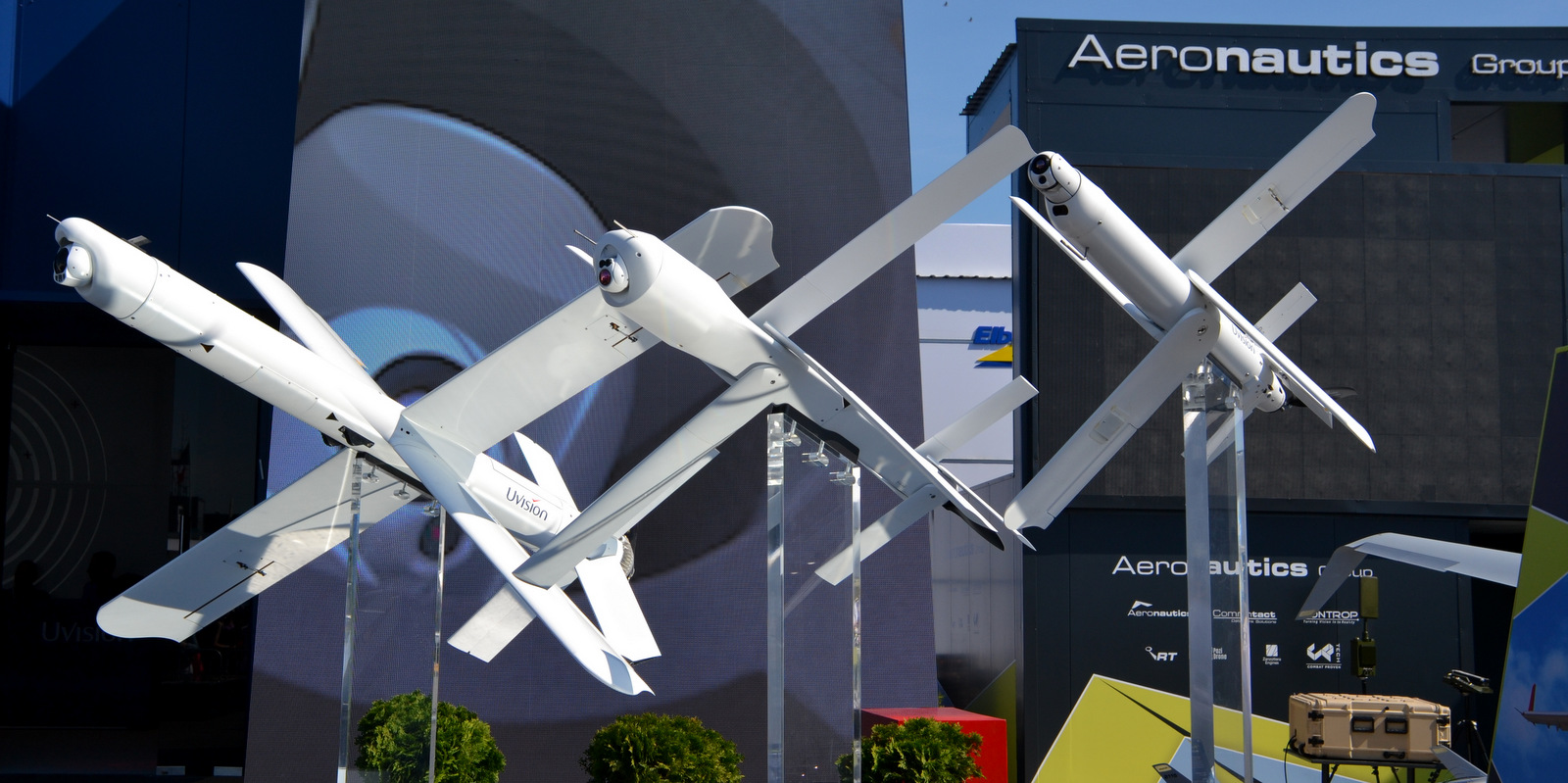
HERO 30, 120 és 400EC drónok

A HERO drónok, amelyeket német Rheinmetall konszern érdekeltségébe tartozó izraeli UVision fejleszt és gyárt. A HERO drónok a keringő lőszerek, közkeletűbb néven az "öngyilkos" vagy "kamikáze" drónok közé tartoznak. Az ilyen típusú távvezérelt fegyverek robbanófejjel vannak ellátva és hosszabb időt töltenek egy adott terület felett célpontok után kutatva. A cél felderítése után azokra rázuhanva a célponttal együtt semmisülnek meg - akár csak egy irányított rakéta. Az öngyilkos drónok a célpont megtalálásig is értékes felderítési információkkal szolgálhatnak.

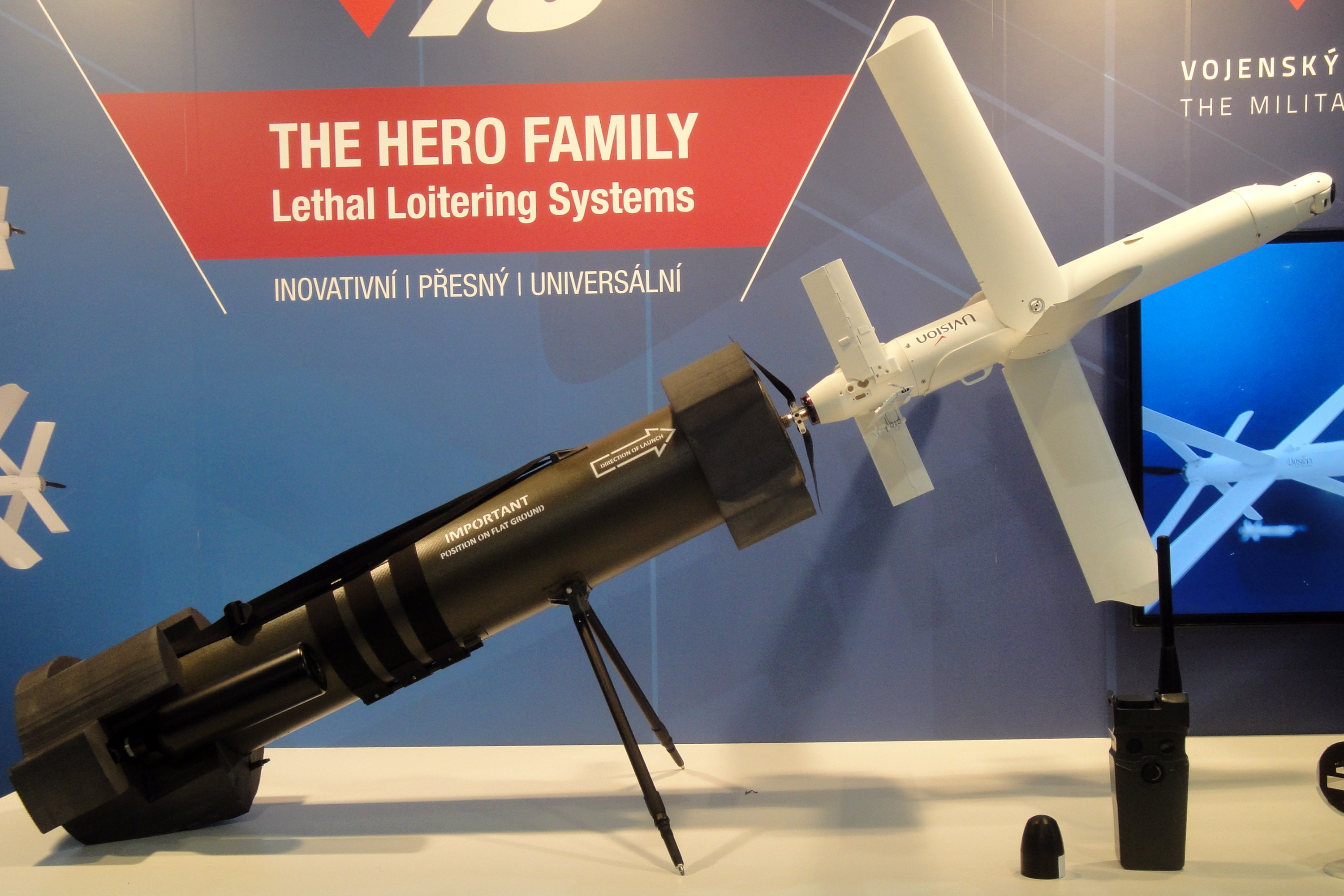
A Hero 30 egy hátizsákba is befér

A HERO dróncsalád hat tagból áll, amelyek műszaki jellemzői az alábbiak:
|           | Tömeg  | Harcirész tömege | Max. hatótávolság | Max. repülési idő | Motor      | Indítás                  |
| --------- | ------ | ---------------- | ----------------- | ----------------- | ---------- | ------------------------ |
| HERO 30   | 3,5 kg | 0,5 kg           | 15+ km            | 30 perc           | elektromos | vetőcsőből               |
| HERO 90   | 9 kg   | 1,5 kg           | 40+ km            | 45 perc           | elektromos | vetőcsőből               |
| HERO 120  | 12 kg  | 4,5 kg           | 60+ km            | 1 óra             | elektromos | vetőcsőből               |
| HERO 400  | 40 kg  | 10 kg            | 120+ km           | 2 óra             | elektromos | indítósínről, vetőcsőből |
| HERO 900  | 90 kg  | 25 kg            | 150+ km           | 2 óra             | belsőégésű | indítósínről, vetőcsőből |
| HERO 1250 | 155 kg | 50 kg            | 200+ km           | 10 óra            | belsőégésű | indítósínről, vetőcsőből |

A HERO drónokból 2023-ban a Magyar Honvédség is rendelt több száz millió euró értékben. A várható szállítási határidő 2024-2025.

## Rendszeresítő államok
- Amerikai Egyesült Államok – HERO 120
- Argentína – HERO 30, HERO 120
- Magyarország (részleteket nem közöltek, de a Magyar Honvédség feltehetően 250 millió € értékben, HERO 120-as típust fog vásárolni, 2024-2025 folyamán)
- Izrael – HERO dróncsalád